# Срђан Карановић
Срђан Карановић (Београд, 17. новембра 1945) српски је режисер, сценариста, писац и универзитетски професор.

## Биографија
Заједно је студирао ФАМУ у Прагу са Рајком Грлићем. Са њим је касније сарађивао у многим филмовима и ТВ серијама: Грлом у јагоде, Друштвена игра, Мирис пољског цвећа.
Сврставају га у такозвану прашку школу jугословенског филма са филмским посленицима који су студирали у Прагу на ФАМУ и дали велики допринос кинематографији
Режирао је документарце о глумцима Павлу Вуисићу, Мији Алексићу, Зорану Радмиловићу, Миливоју Живановићу.
О његовом филмском стваралаштву Стефан Арсенијевић је написао књигу Мало изнад тла - Срђан Карановић о својим филмовима.

## Дела
- Дневник једног филма (Вирџина 1981–1991)[3]
- Сам о себи, аутобиографска књига, Геопетика, 2022.[6]

## Филмографија
| Година | Назив филма/серије                   |
| ------ | ------------------------------------ |
| 2009   | Беса                                 |
| 2003   | Сјај у очима                         |
| 1991   | Вирџина                              |
| 1988   | За сада без доброг наслова           |
| 1985   | Јагоде у грлу                        |
| 1983   | Нешто између                         |
| 1980   | Петријин венац                       |
| 1977   | Мирис пољског цвећа                  |
| 1976   | Грлом у јагоде (режирао 10 епизода)  |
| 1974   | Погледај ме, невернице (ТВ филм)     |
| 1972   | Дом (ТВ филм)                        |
| 1972   | Друштвена игра                       |
| 1971   | Апотекарица                          |
| 1969   | Необавезно (режирао 3 епизоде)       |
| 1969   |                                      |
| 1968   | Ствар срца                           |
| 1968   | Пјевам да ми прође вријеме (ТВ филм) |
| 1967   | Лирике Иве Андрића (ТВ филм)         |